# Vejlevej (Nørre Snede)
 For alternative betydninger, se Vejlevej. (Se også artikler, som begynder med Vejlevej)
 Vejlevej er en to sporet omfartsvej der går øst om Nørre Snede, og er en del af primærrute 13 der går fra Vejle til Nordjyske Motorvej E45 ved Rold Skov.
Den er med til at lede trafikken der skal mod Vejle eller Aalborg uden om Nørre Snede, så byen ikke bliver belastet af for meget trafik.
Vejen forbinder Vejlevej i syd med Viborgvej, som er en forsættelse af omfartsvejen, den passere Horsensvej hvor der er forbindelse til Horsens. Vejen ender i Viborgvej der går mod Viborg og Aalborg .